# Montville
Montville – miejscowość i gmina we Francji, w regionie Normandia, w departamencie Sekwana Nadmorska.
Według danych na rok 1990 gminę zamieszkiwały 4252 osoby, a gęstość zaludnienia wynosiła 392 osoby/km² (wśród 1421 gmin Górnej Normandii Montville plasuje się na 58. miejscu pod względem liczby ludności, natomiast pod względem powierzchni na miejscu 303.).